# Abattoirs de la Mouche
Les abattoirs de la Mouche associés à un marché aux bestiaux, sont un ancien complexe industriel lyonnais situé dans l'ancien quartier de la Mouche (actuellement Gerland) conçus par Tony Garnier, dont c'est le premier grand projet. Voulus par les autorités dès la fin du XIXe siècle, leur conception est entamée en 1906 et leur construction s'achève en 1928. L'abattoir est alors un modèle en France de lieu rationnel et hygiénique pour cette activité. Le site ferme définitivement en 1977, et il ne subsiste du site que la halle Tony-Garnier et une porte monumentale à l'est de celle-ci, située allée Maryam-Mirzakhani, qui était l'entrée d'une rue couverte aujourd'hui disparue, au sein des abattoirs. 

## Histoire

### Précédents abattoirs lyonnais
Avant les abattoirs de la Mouche, Lyon possède depuis le XIXe siècle deux abattoirs. L'un est ouvert en 1839 dans le quartier de Perrache et l'autre est bâti par Tony Desjardins à Vaise en 1858. Mais ils sont critiqués dès leur ouverture car ils sont trop petits, peu pratiques et trop près des habitations. Les conditions d'hygiène poussent à la fermeture des abattoirs de Perrache.

### Contexte du projet
À partir de 1887,, les élites réfléchissent à l'établissement d'un site beaucoup plus vaste et lointain, répondant à tous les critères d'une structure moderne et hygiénique. La municipalité rencontre toutefois l'opposition tout à la fois des gestionnaires des abattoirs existants que de la multitude d'artisans qui profitent des abattoirs dans leurs quartiers respectifs.
La municipalité commence donc par reprendre en régie directe la gestion des deux abattoirs en 1892, après expiration des baux, et relance immédiatement les études pour la création d'un nouvel ensemble dans le quartier de la Mouche. Toutefois, les oppositions font traîner les choses et c'est le maire Victor Augagneur qui met réellement le projet sur les rails. Il obtient un arrêté préfectoral fixant définitivement le futur abattoir dans le quartier de la Mouche.
En 1896, le directeur des abattoirs, M. Leclerc, va en Allemagne pour visiter les installations des grandes villes.
En 1906, Tony Garnier s'y rend aussi sous la direction du nouveau maire Édouard Herriot (qui s'est substitué à V. Augagneur).

### Projet

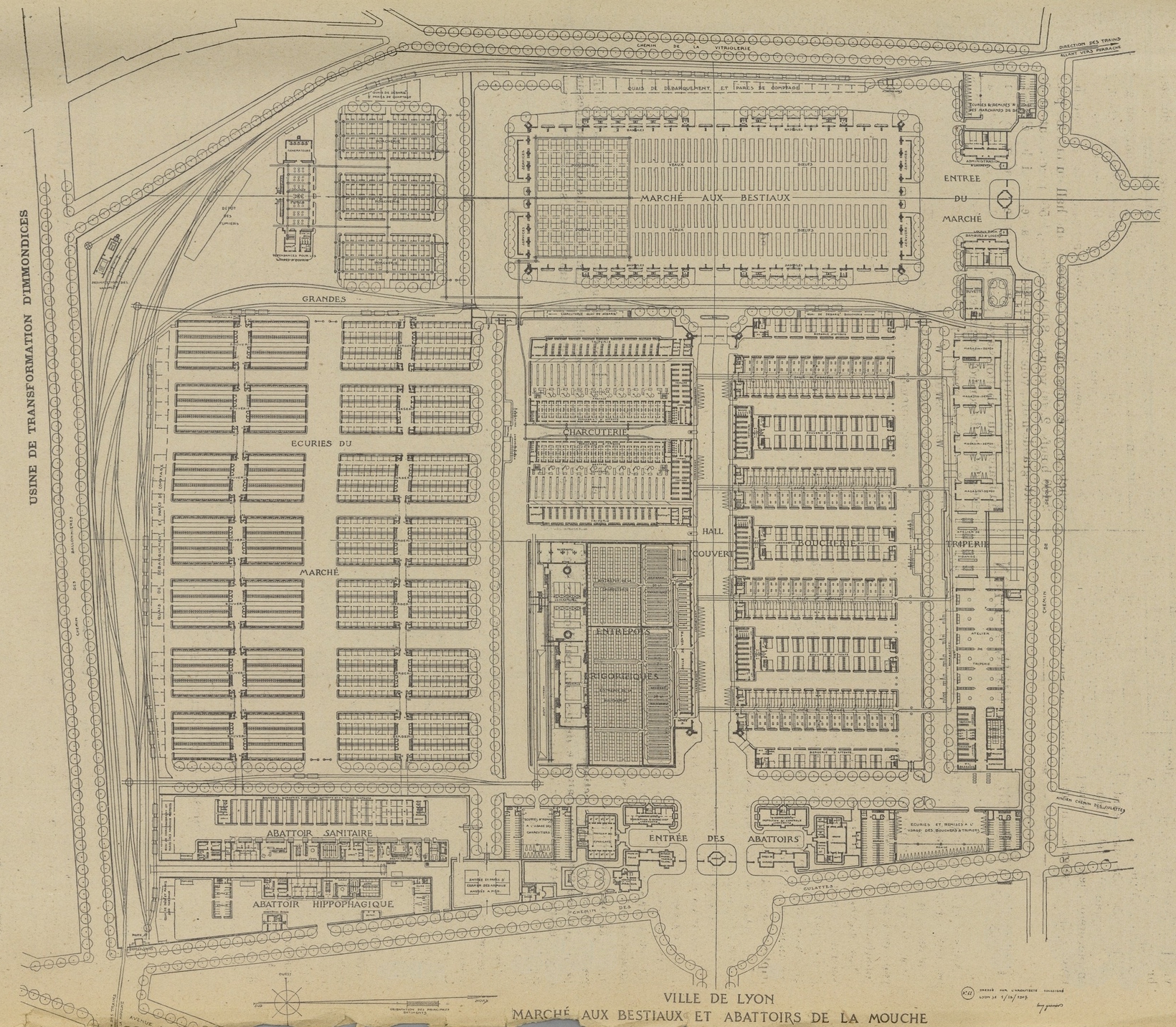
Plan des abattoirs de la Mouche à Lyon 7e dessiné par Tony Garnier et reproduit dans la Construction lyonnaise, n°2, du 19/01/1909.

Un emplacement situé dans le quartier de La Mouche à Gerland, au lieu-dit La Colombière, est fixé dès 1901, puis déclaré d'utilité publique en 1903. Le site est raccordé au réseau de trains de la société Paris-Lyon-Méditerranée.
Le maire E. Herriot, demande à Tony Garnier de faire les plans, en coordination avec Eugène Deruelle, chef vétérinaire des services municipaux et directeur technique du zoo du parc de la Tête d'or. Ce dernier prend, en 1905, la direction du service municipal de la vaccination et des abattoirs.
Le projet définitif des « Abattoirs de la Mouche » est validé le 5 octobre 1908. Tony Garnier est nommé architecte par la Ville, le 30 juin 1906.

### Premier chantier

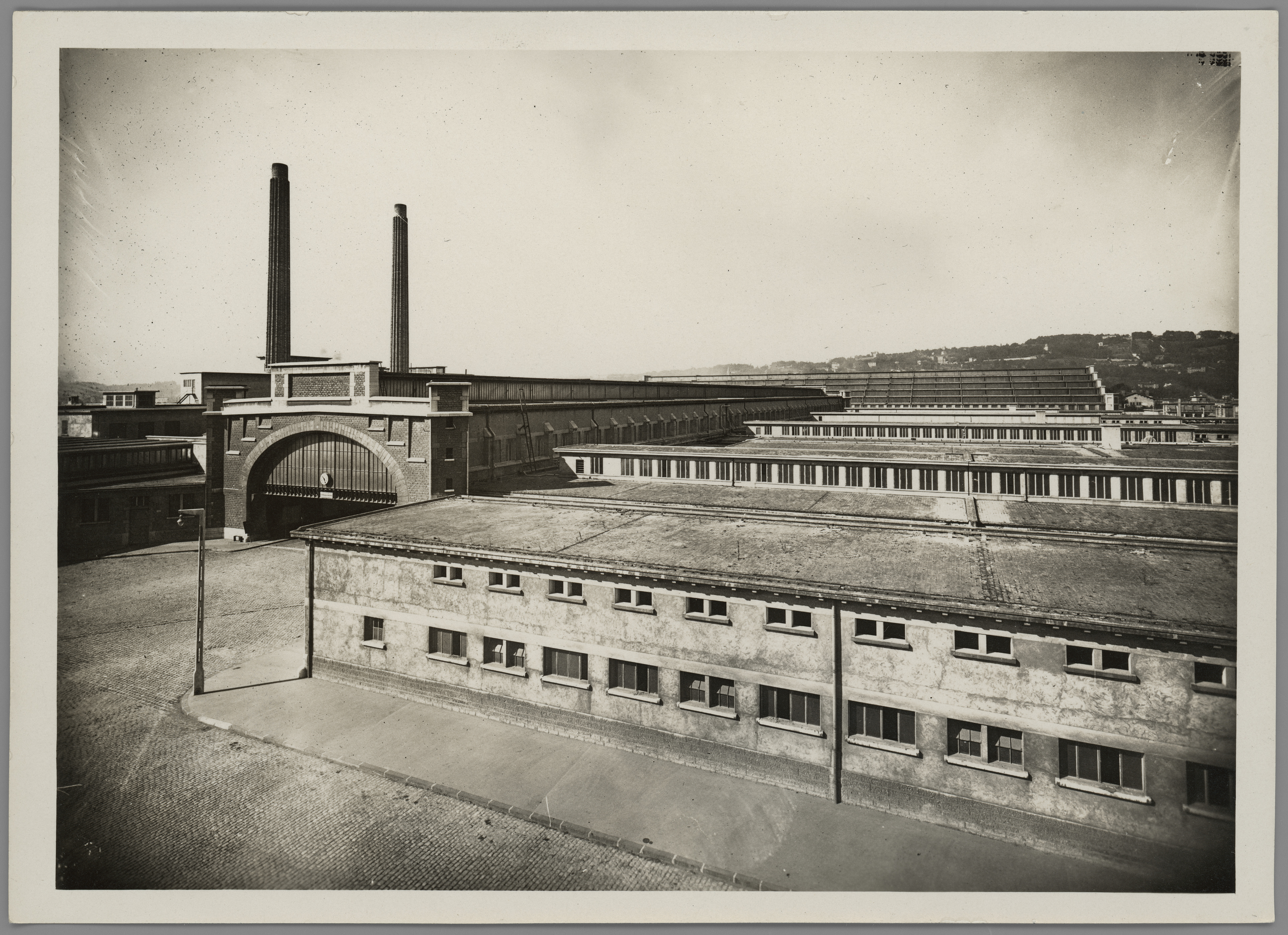
Vue générale de la partie orientale des abattoirs. Des bâtiments d'origine, de nos jours remplacés par des locaux de l'École normale supérieure de Lyon ne subsiste que la porte monumentale d'une ancienne rue couverte, que l'on voit à gauche du cliché.

L'un des soucis techniques étant l'inondabilité du terrain, il est rehaussé de trois mètres sur l'ensemble du site, qui couvre vingt-trois hectares. Tony Garnier met en place un immense complexe en anticipant toutes les actions pour rationaliser les tâches des différents intervenants, et surtout leurs déplacements. Il prévoit ainsi un grand marché aux bestiaux de 80 x 210 m sous une halle de 17 000 mètres carrés à l'« audacieuse » charpente métallique Fives-Lille sur rotules en piedmise au point par Victor Contamin. Cette structure ne repose sur aucun pilier.
Des salles frigorifiques, des salles d'abattage, un restaurant, un garage. Le tout est desservi par une gare dédiée avec six quais de débarquement. Toutes les manipulations sont prévues de plain-pied, avec un sens de circulation unique.
Tony Garnier a prévu au départ un usage du béton pour toutes les structures, il se résout cependant pour supporter la couverture du Grand Hall à utiliser une structure de fermes en acier qui domine le reste de l'opération

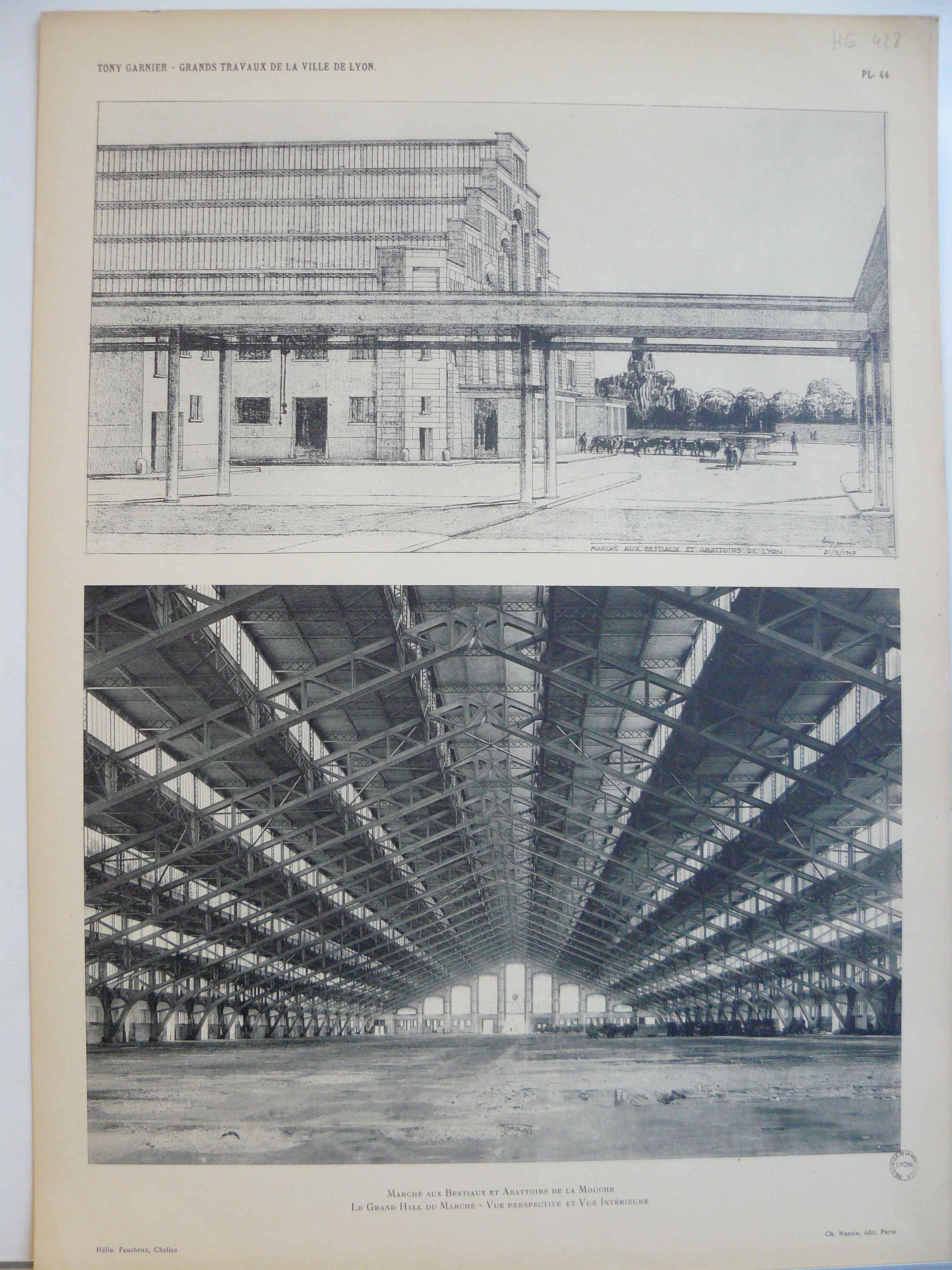
.
Cette structure depuis la deuxième moitié du XIXe siècle est celle des halles et gares (ferme Polonceau); elle est associée à la transparence donnée par la glace de verre pour les sheds qui au moment de cette construction est en train de devenir un produit ordinaire. En dehors de cette structure, l'architecture globale voulue est celle du toit terrasse de la culture Classique, une vue personnelle de Garnier; elle est utilisée pour l'ensemble des autres bâtiments.
Les dalles et les pignons à redans sont en  béton de mâchefer, recouvrant les fondations de béton ; pour la grande halle la couverture est sur hourdis armés.
Les travaux débutent en 1909 et s'achèvent en 1914.

### L'Exposition Internationale de 1914

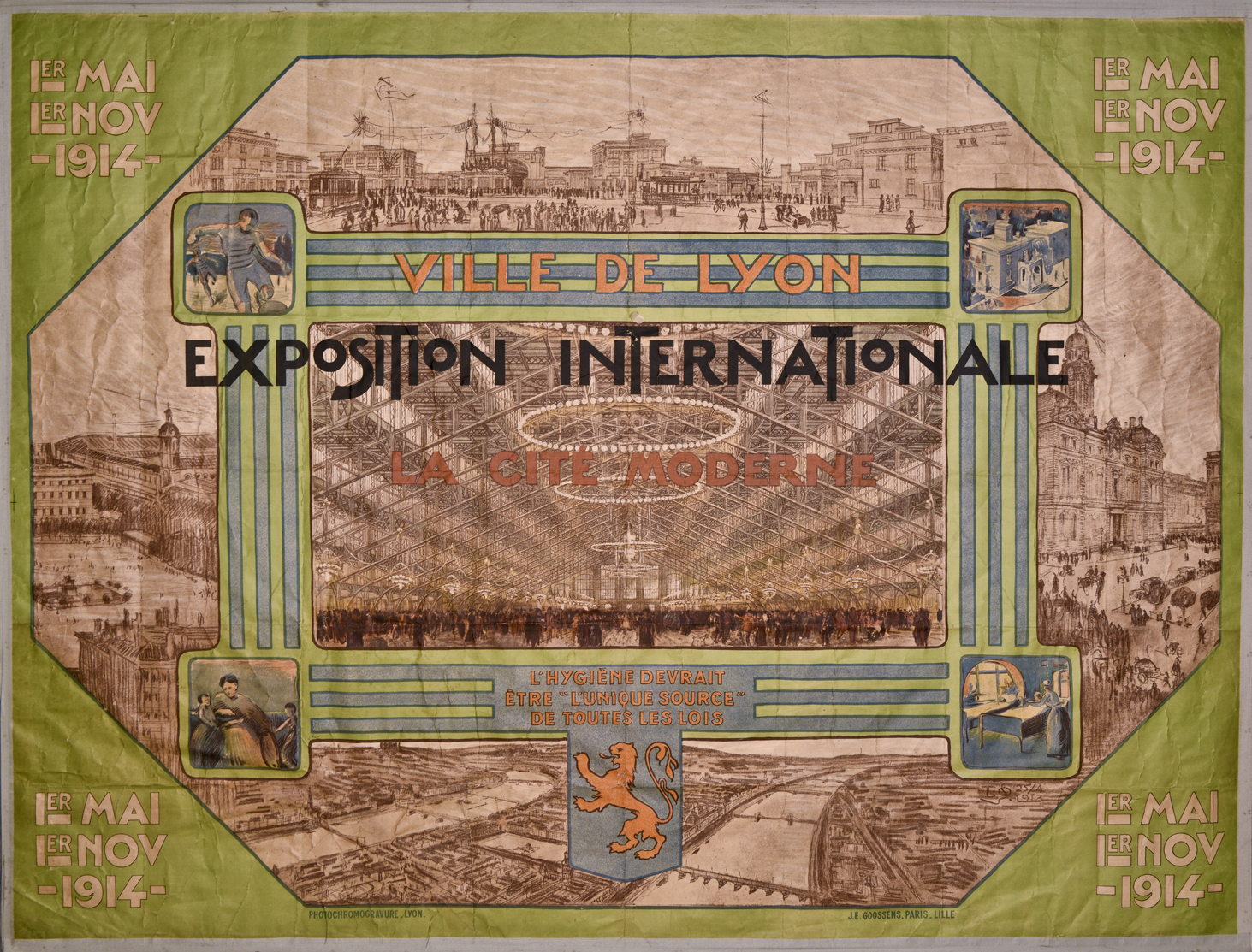
Affiche de Tony Garnier, 1913, Archives municipales de lyon.

En 1914, le site accueille l'Exposition internationale urbaine cette dernière a pour thème « La Ville moderne et l'hygiénisme ». L'exposition s'étend sur 75 hectares dont plus de 17 000m² dédiés aux pavillons des nations étrangères et aux pavillons coloniaux. 17 232 entreprises présentent leurs activités économiques et industrielles. La grande halle accueille les sections de l'automobile et des transports,de l'éclairage et de la métallurgie et du chauffage. La voie publique présente les sections des soieries et des vêtements. Un million de Lyonnais viennent visitent le chantier des abattoirs en construction. À partir du 1er août, la fréquentation baisse, le 6 août, les pavillons allemands et autrichiens sont fermés, les marchandises des nations ennemies sont saisies et l'exposition ferme définitivement le 11 novembre 1914 à la suite de la déclaration de la Première Guerre mondiale.

## Première Guerre Mondiale: L'Arsenal de la Mouche
Le site est réquisitionné, nommé Arsenal de la Mouche. Dans un premier temps, les halles des abattoirs de la Mouche accueille des blessés rapatriés. La société d'éclairage électrique s'y installe. Dans le cadre de l'effort de guerre, cette entreprise parisienne, délocalisée  à Lyon, se transforme en usine d'armement. 12 000 hommes et femmes sont employés à l'usine pour produire 20 000 obus par jour envoyés sur le front.

## Les abattoirs et marché aux bestiaux

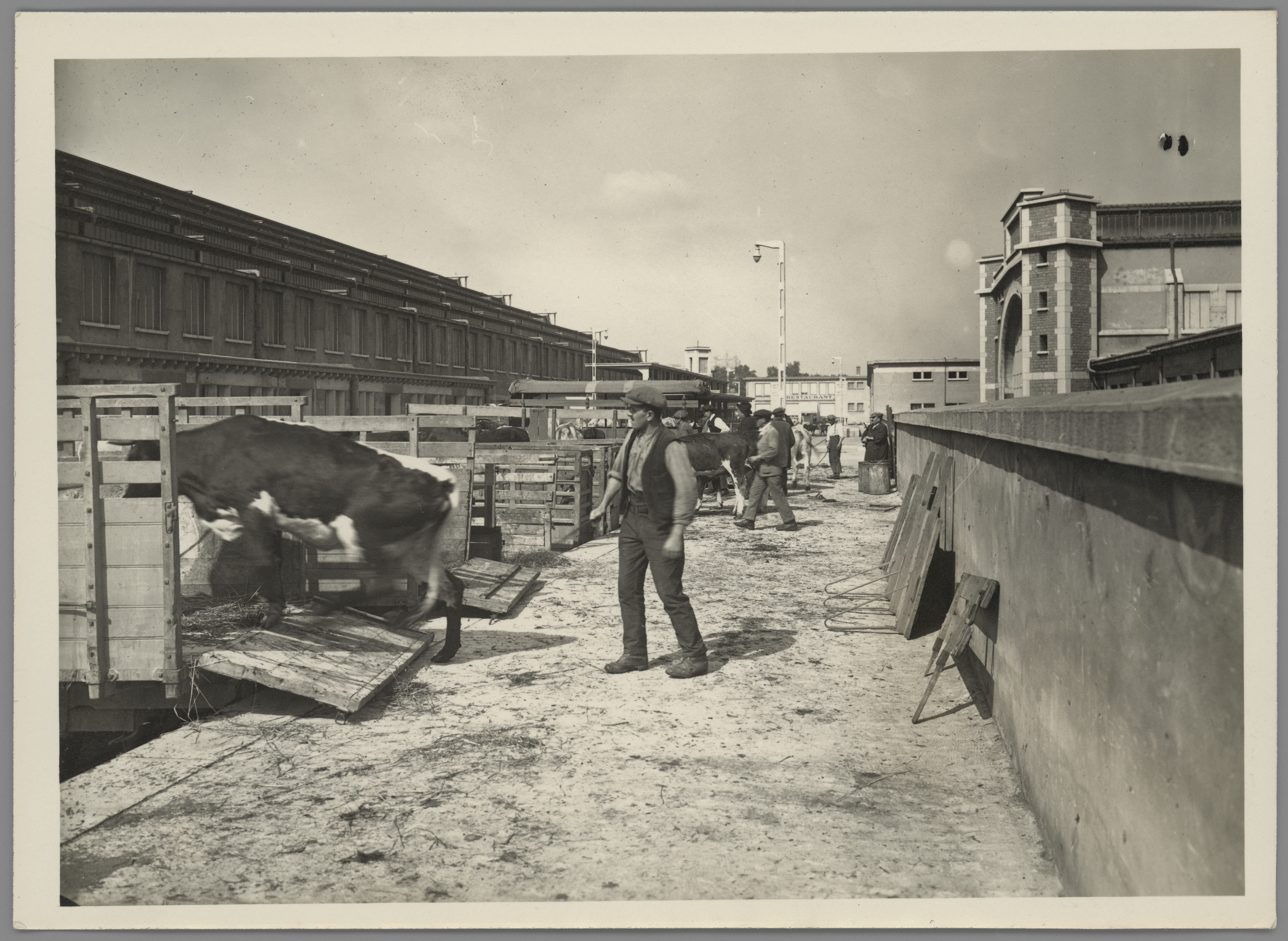
Vue depuis le Sud des abattoirs et du marché aux bestiaux de la Mouche, avec à gauche l'actuelle halle Tony-Garnier et à droite une extrémité de la rue couverte et sa porte monumentale.

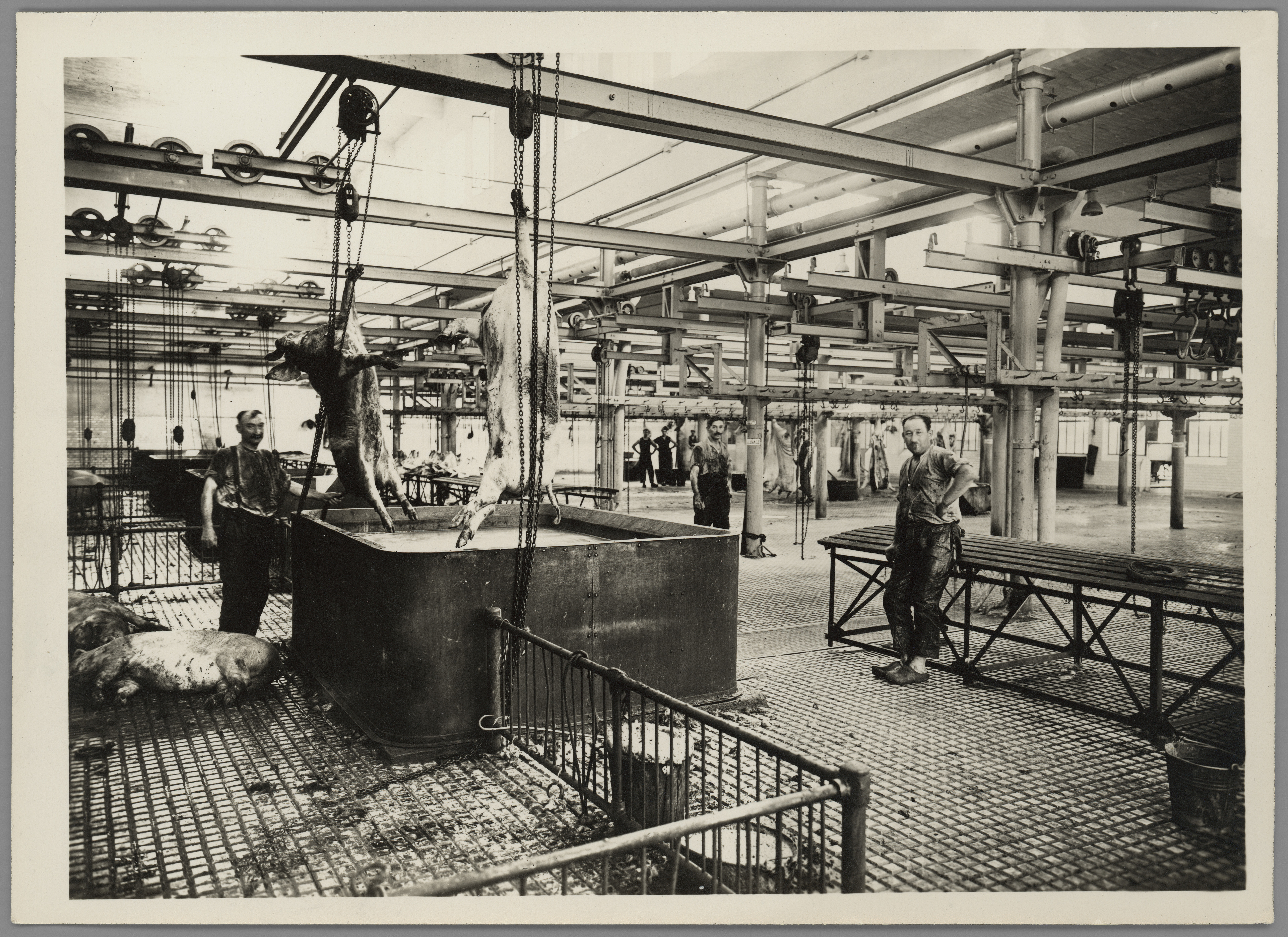
Photographie des abattoirs et du marché aux bestiaux de la Mouche.

Les travaux reprennent enfin en 1924 pour finir en 1928. Les abattoirs et le marché sont inaugurés le 9 Septembre 1928. Les établissements du marché aux bestiaux et des abattoirs se repartissent sur 240 000m².
Le marché aux bestiaux rassemblent 4000 bovins, 8000 moutons, et 3500 porcs.
Historiquement en France, la responsabilité sanitaire des communes aboutit à gérer sur un terrain lui appartenant un abattoir qui peut être pris en régie par une autre entreprise ; Le tout est budgété avec les taxes perçues.
L'ensemble des abattoirs est une entité économique qui présente une grande importance à une période de forte augmentation de la consommation de viande. À cause des transports rapides par train, cela concerne la structure établie de production des animaux à viande, donc élargit l'échelle régionale.
Déterminé à partir des abattoirs de Chicago (« halle aux bestiaux, abattoir et cheville »), le complexe industriel de La Mouche distingue deux « métiers » : abatteur et commerçant. Liée à l'abattoir, une activité sur le cuir et les boyaux existe dans le quartier de Gerland, qui eut comme débouché la peausserie, les cordages de raquettes de tennis, et les ligatures chirurgicales.
En 1966, l'activité est sous la responsabilité du Grand-Lyon, par la loi nationale. Négociants en bestiaux, bouchers, charcutiers et tripiers y travaillent jusqu'en 1967 quand les abattoirs déménagent à Corbas. Dans la période finale, ce savoir-faire est réparti en 57 entreprises de la nouvelle structure économique qui est non municipale : la régie Cibieval (créée en 1975).
À partir de 1967, les bâtiments de Gerland sont alors désaffectés.

## Monument Historique
En 1975, une forte campagne médiatique éclaire la potentielle destruction de l'oeuvre de Tony Garnier. La Halle et ses pavillons des Abattoirs de la Mouche sont inscrits sur la liste des monuments historiques lyonnais.
Bien que protégée, la Halle est abandonnée et inexploitée pendant dix années.

## Renaissance en salle de concert
En 1987, la Ville de Lyon, propriétaire  des Halles décide de confier sa réhabilitation aux architectes Reichen & Robert, mais l'activité d'affectation n'est pas officielle..
Les travaux sont colossaux : réfection du sol, création des sous-sols pour des locaux techniques, création des colonnes techniques pour un espace modulable. Un éclairage des arches métalliques type « Tour Eiffel » met en valeur la structure architecturale. Elle possède une capacité de 4 416 à 5 496 places assises et une capacité totale de 17 000 places, avec les normes de sécurité en vigueur.
Dès décembre 1988, la halle rénovée devient un lieu culturel lyonnais officiel sous le nom de « halle Tony-Garnier ». Elle accueille un programmation d'événements : tournages, concerts, salons et conventions.  Les premiers concerts (Mylène Farmer et Paul McCartney) la font connaitre au niveau international. Elle est à cette époque la deuxième plus grande salle de concert en France.

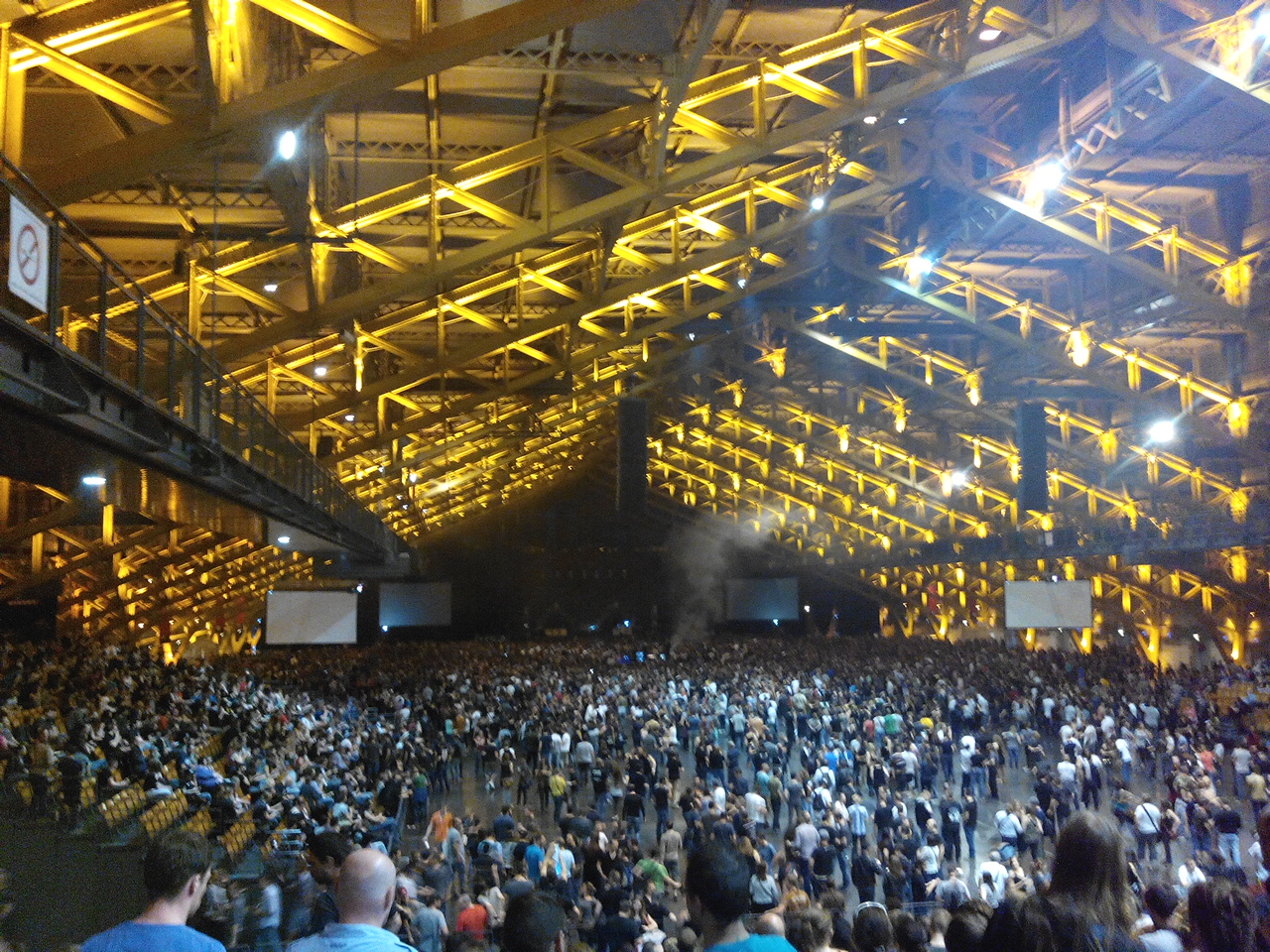
Vue intérieur de la halle Tony Garnier, lors du concert de System of a Down, le 14 avril 2015.

Sa programmation éclectique et sa situation géographique la rendent populaire (Téléthon, Festival Berlioz, Festival Lumière, concert d'artiste français ou internationaux).
En 2000, l'atelier de la Rize de l'architecte Albert Constantin détient le marché pour optimiser la modularité des lieux, l'isolation acoustique, l'installation de passerelles techniques et de gradins rétractables. Ces aménagements permettent de moderniser et perfectionner l'éclairage en vue d'une exploitation en tant que salle de spectacle.
La salle de concert et d'exposition a vu sa renommée établie par la constitution de la première biennale européenne d'art contemporain en 1997 à Lyon par le Musée d'Art contemporain de Lyon. Cette biennale s'associe depuis 1991 aux différentes biennales de cinéma danse etc. en Europe.
En 2019, elle fait l'objet d'une exposition en résonance avec la célébration du 150e anniversaire de la naissance de Tony Garnier en partenariat avec les Archives municipales de Lyon intitulée « La Halle, une bête de scène ».

## Galerie

Les nouveaux abattoirs de la Mouche (Future exposition) à Lyon (1914).
Vue extérieure de l'Abattoir et du marché aux bestiaux de la Mouche, à Lyon (1928).
Exposition de Lyon de 1914 - intérieur de la rue couverte, abattoir de la Mouche.
Vue extérieure de l'Abattoir et marché aux bestiaux de la mouche, à Lyon (1928).
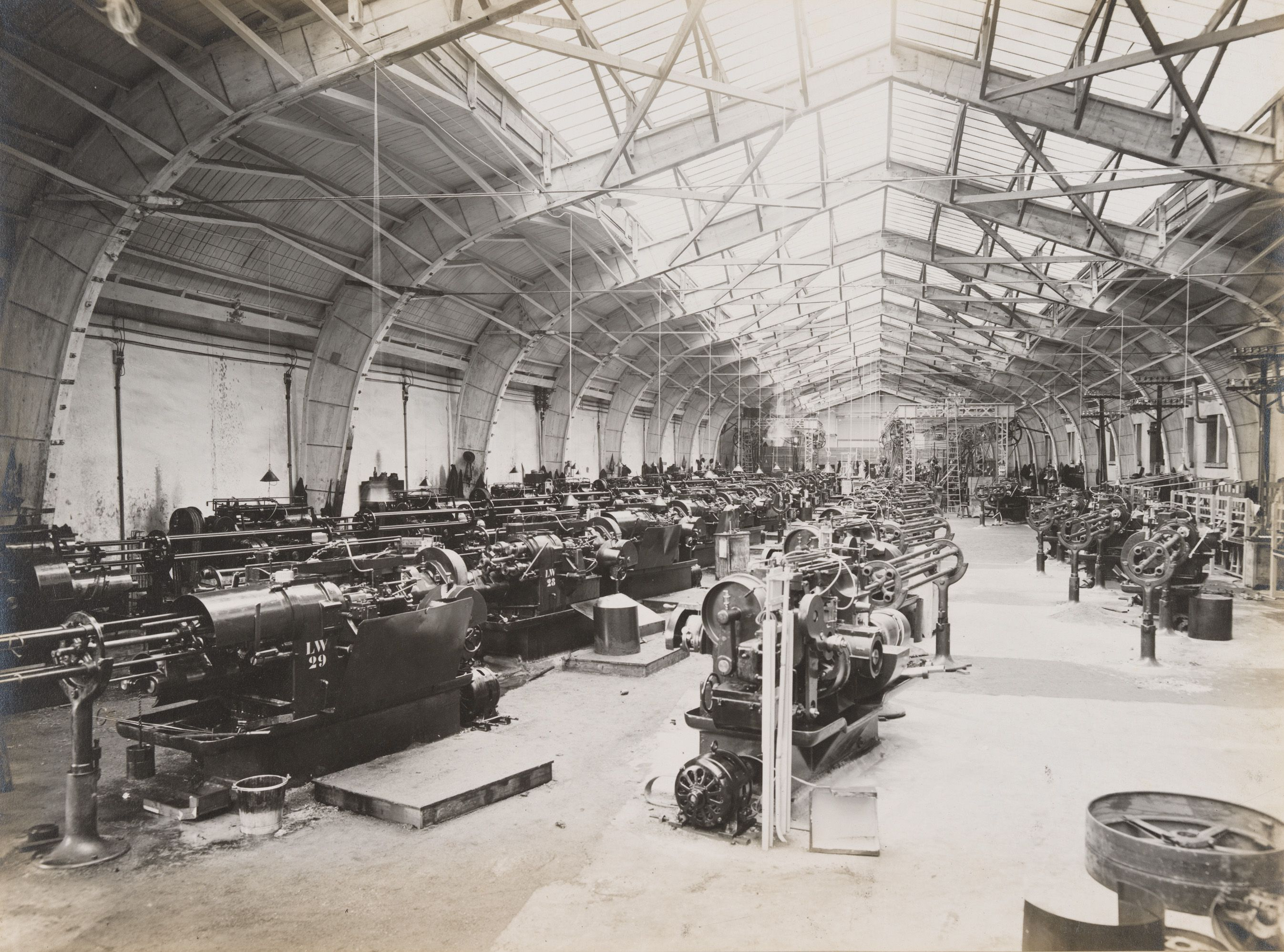
Carte postale représentant l'intérieur des abattoirs de la Mouche (Lyon), réquisitionnés pour la fabrication d'armes pendant la Première Guerre mondiale.
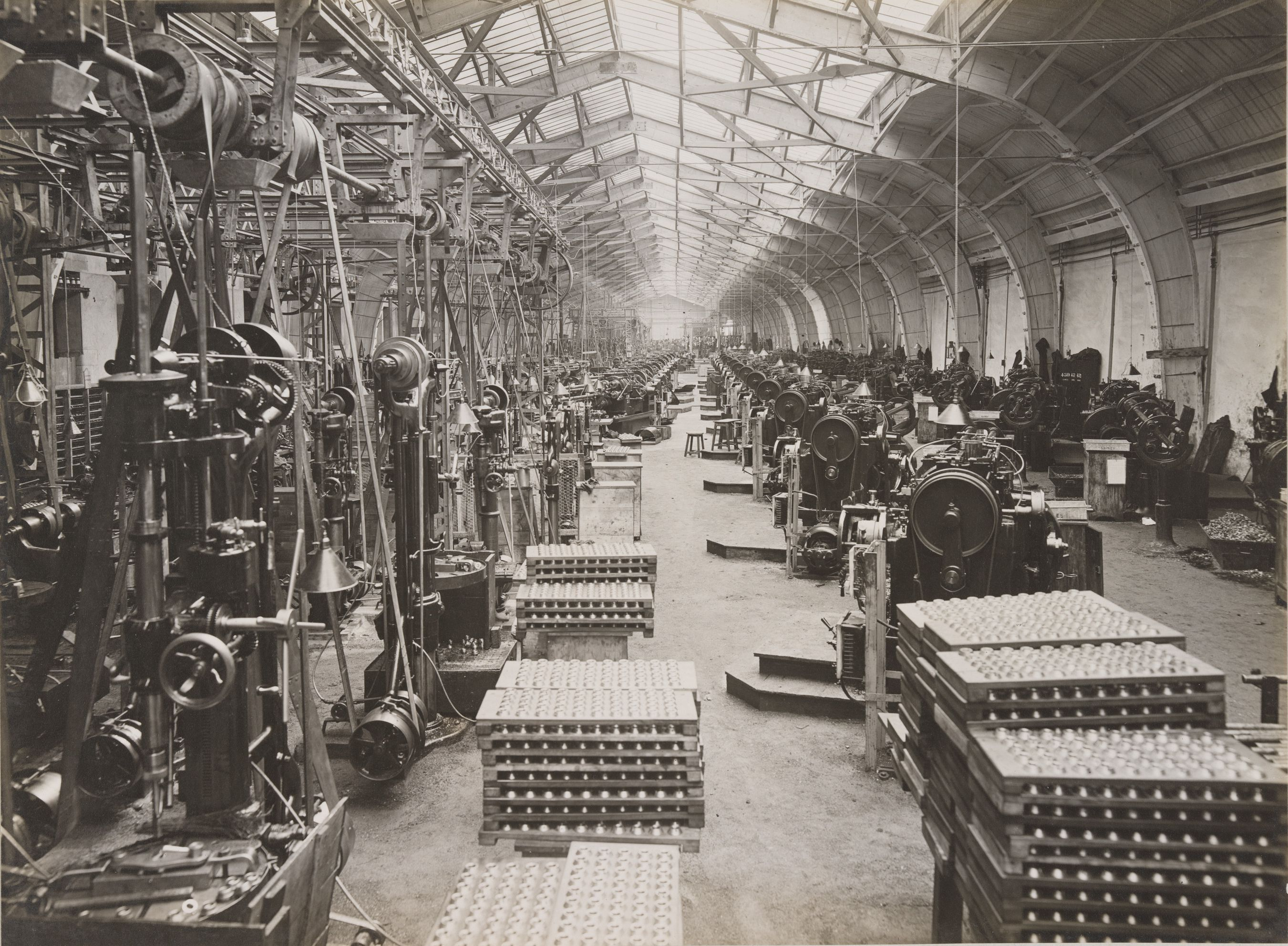
Carte postale représentant l'intérieur des abattoirs de la Mouche (Lyon), réquisitionnés pour la fabrication d'armes pendant la Première Guerre mondiale.